# Съвет за помощ на евреите
„Съвет за помощ на евреите в структурите на Полската нелегална държава“ (на полски: Rada Pomocy Żydom przy Delegaturze Rządu RP na Kraj) или „Жегота“ е полска нелегална хуманитарна организация, през годините 1942 – 1945 орган на Правителството на Полша в изгнание, чиято задача е да помага на евреите в гетата и извън тях.

## Име
Наименованието „Жегота“ е дадено от Зофия Косак-Шчуцка и произлиза от името на Конрад Жегота, един от конспираторите от III част на поемата „Задушница“ на Адам Мицкевич.

## Произход
От 1941 г. Еврейската катедра на Информационния отдел на Бюрото за информация и пропаганда на Главния щаб на Армия Крайова започва да събира информация за съдбата на полските евреи. С това се занимават Станислав Хербст, Людвик Видершал и Хенрик Волински, а дейността се ръководи от Йежи Маковецки.
Още преди да основе отделна организация за помощ на евреите, полската писателка Зофия Косак-Шчуцка, тогава председател на Фронт на възродена Полша (продължава дейността на предвоенната Католическа акция), провъзгласява публично манифеста срещу преследванията на евреите, озаглавен „Протест!“. В него тя изразява своето несъгласие по отношение на полското католическо общество спрямо Холокоста, осъществяван на територията на окупирана Полша. Този манифест е издаден нелегално в тираж от 5000 броя на 11 август 1942 г. във Варшава, т.е. две седмици след началото на Голямата акция за ликвидиране на Варшавското гето, от което немците започват да извозват еврейското население към концентрационния лагер Треблинка.
На 27 септември 1942 г. е създаден Временен комитет за помощ на евреите „Конрад Жегота“, чиито учредителки са Зофия Косак-Шчуцка и Ванда Крахелска-Филипович. На 4 декември 1942 г. на негово място възниква Съвет за помощ на евреите в структурите на Полската нелегална държава.

## Състав на съвета
Първи негов председател става политикът от Полската социалистическа партия Юлиан Гробелни, а негови заместници са Тадеуш Рек, представител от Народната партия и Леон Фейнер от партия „Бунд“. Членове на президиума на съвета стават Марек Фердинанд Арчински, представител на Демократическата партия, Владислав Бартошевски от Фронт на възродена Полша, Адолф Берман от Еврейския национален комитет (секретар), Емилия Хижова, Витолд Бенковски, Игнаци Барски, Пьотр Гайевски.
Комитетът привлича около 180 души, основно католически дейци.

## Председатели
- Юлиан Гробелни – до февруари 1944
- Роман Яблоновски – май – юли 1944
- Леон Фейнер – ноември 1944 – януари 1945

## Дейност
Според немските разпоредби, в сила по време на окупирана Полша, хората, укриващи евреи, получавар смъртна присъда, затова намирането на убежище е било изключително трудно. Еврейските деца неведнъж са укривани в приемни семейства, сиропиталища и други институции. Семействата, укриващи деца, получават средства за тяхното издържане. Във Варшава Детския отдел на „Жегота“, управляван от Ирена Сендлер от есента на 1943 г., помага на около 2500 еврейски деца от Варшавското гето. Около 1300 намират помощ в полски семейства, около 500 в учреждения, ръководени от църковни ордени, около 500 в учреждения на Социалния съвет, около 200 в Социалния градски център на отец Бодуен, а около 100 младежи на 15 – 16 годишна възраст попадат при партизаните.
„Жегота“, в сътрудничество с църковните ордени, осигурява на евреите католически актове за раждане, което им помага да оцелеят. Издадени са около 60 хиляди фалшиви документи на евреи.
По време на войната „Жегота“ е единствената нелегална организация, която е управлявана както от евреи, така и от хора, които нямат еврейски произход от различни политически субекти. Тя е и единствената, която успява да функционира толкова дълго време, въпреки ареста на някои нейни членове, и да помага на евреите по различни начини.

## Почитане
Съветът „Жегота“ е удостоен от института Яд Вашем със засадено дърво в Алеята на праведниците в Йерусалим
На 27 септември 1995 г. във Варшава е открит паметник на „Жегота“. Възпоменателна плоча е поставена на мястото, където се е намирало седалището на „Жегота“ на ул. „Журавя“ 24 във Варшава.